# Micromus swezeyi
Micromus swezeyi là một loài côn trùng trong họ Hemerobiidae thuộc bộ Neuroptera. Loài này được Zimmerman miêu tả năm 1940.